# 美林街道 (厦门市)
美林街道是中华人民共和国福建省厦门市同安区下辖的一个街道办事处。2022年4月8日，由西柯街道析置美林街道。

## 行政区划
美林街道下辖：
潘涂社区、洪塘头社区、后田社区、金海社区、怡海社区、美人山社区、四口圳社区、湖安社区和美星村。